# HD118478
HD118478 — хімічно пекулярна зоря спектрального класу B6, що має видиму зоряну величину в смузі V приблизно  9,1.
Вона  розташована на відстані близько 15531,3 світлових років від Сонця.

## Пекулярний хімічний склад
Зоряна атмосфера HD118478 має підвищений вміст 
He
.